# April Pearson
April Janet Pearson (Bristol, 23 gennaio 1989) è un'attrice e modella inglese.
Ha cominciato la sua carriera ottenendo la parte di una ragazza in due episodi della serie televisiva Casualty, per poi continuare diventando una degli otto personaggi principali della serie televisiva Skins, nel ruolo di Michelle Richardson.
Dal 2008 vive a Bristol, sua città natale, dove frequenta la Colston's Girls' School.
Ha avuto una breve relazione con Alex Pettyfer durante le riprese del film Tormented.
Attualmente, l’attrice vive nella città di Brighton assieme al marito Jamie Patterson. La coppia ha annunciato la nascita del loro primo figlio Elwood James il 2 maggio 2022 via Instagram.

## Filmografia

### Cinema
- Tormented, regia di Jon Wright (2009)
- Home for Christmas, regia di Jamie Patterson (2014)
- Age of Kill, regia di Neil Jones (2015)
- Tank 432, regia di Nick Gillespie (2015)
- Fractured, regia di Jamie Patterson (2016)
- Caught, regia di Jamie Patterson (2017)
- Dark Beacon, regia di Coz Greenop (2017)
- Tucked, regia di Jamie Patterson (2018)
- Tracks, regia di Jamie Patterson (2018)
- Sideshow, regia di Adam Oldroyd (2021)
- The Kindred, regia di Jamie Patterson (2021)

### Televisione
- Skins - serie TV, 20 episodi (2007-2008)
- Casualty - serie TV, 5 episodi (1998-2013)
- Dates - serie TV, 1x01 (2013)
- BBC Comedy Feeds - 2x01 (2013)
- Unknown Heart, regia di Giles Foster - film TV (2014)
- Suspicion - serie TV, 1x01 (2015)
- Kiss Me First - miniserie TV, 1x02 (2018)
- Star Dogs, regia di David Fricker  - film TV (2020)
- Disconnected - serie TV, 1x01 (2020)
- Doctors - serie TV, 22x19 (2020)